# Fred Smith (baskytarista)
Fred Smith (* 10. dubna 1948 New York) je americký baskytarista. V roce 1975 spoluzaložil skupinu Blondie, ze které však brzy odešel a byl nahrazen Garym Lachmanem. Ještě toho roku nahradil Richarda Hella ve skupině Television. Skupina se rozpadla o tři roky později, ale v roce 1992 byla krátce obnovena a od roku 2001 působí dodnes. Obou reunionů se účastnil i Smith.
V letech 1988 až 1989 vystupoval s kapelou The Fleshtones. Během své kariéry spolupracoval i s dalšími hudebníky, mezi něž patří The Roches, Willie Nile a Peregrins.